# 2023年波士頓影評人協會獎
第44屆波士頓影評人協會獎（The 44th Boston Society of Film Critics Awards）是由波士頓影評人協會於2023年12月10日頒發，以茲獎勵2023年電影的獎項。

## 獲獎名單

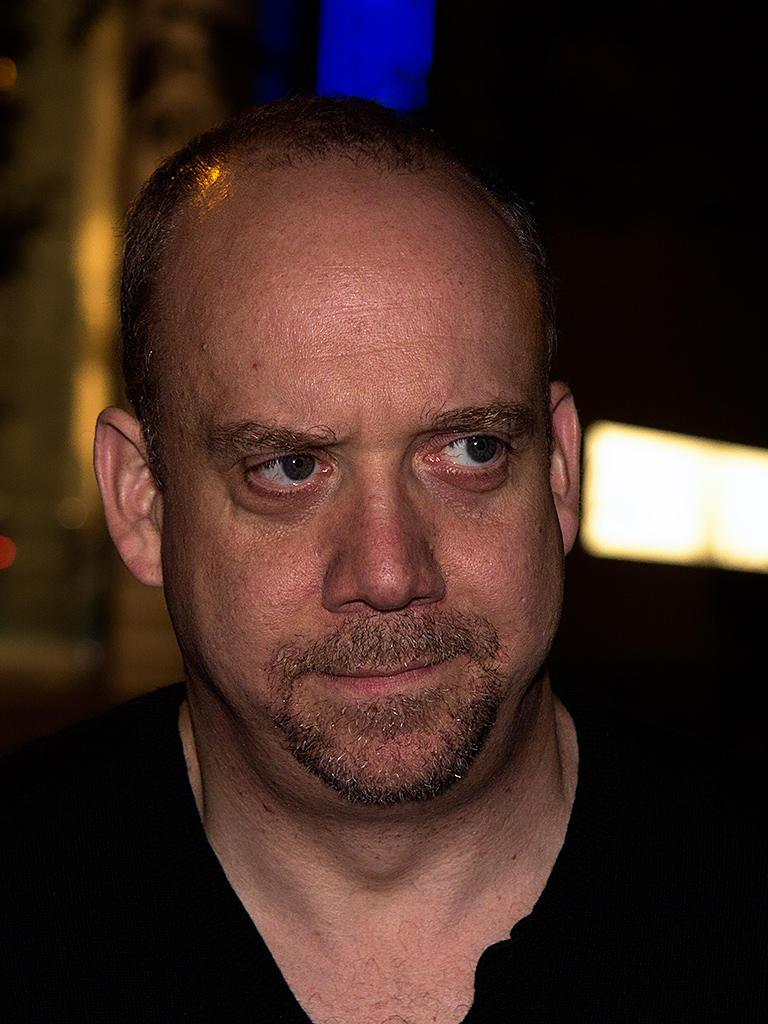
最佳男主角：保罗·吉亚玛提

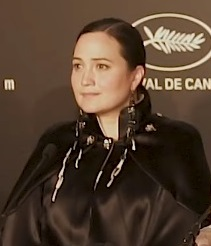
最佳女主角：莉莉·格萊斯頓

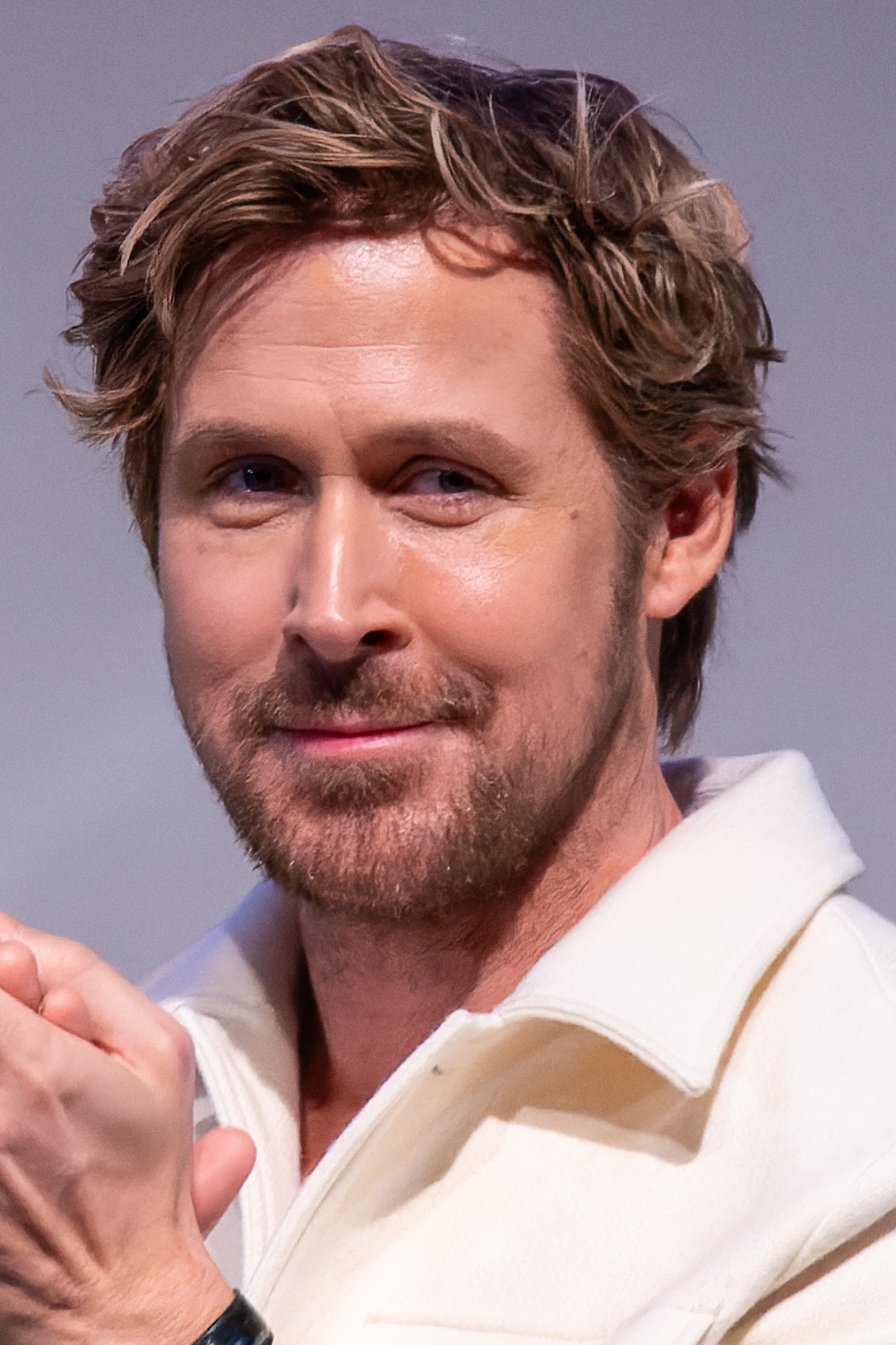
最佳男配角：瑞恩·高斯林

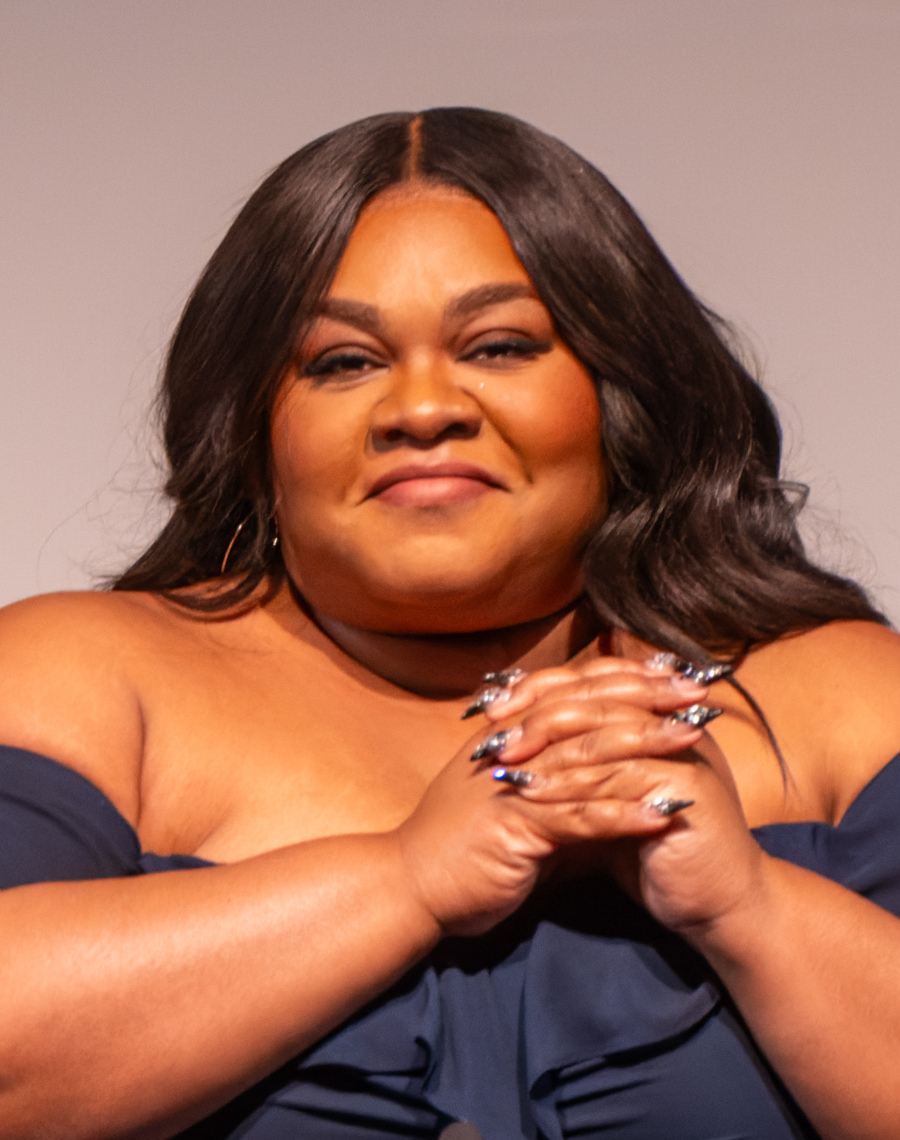
最佳女配角：達芬·喬伊·藍道夫

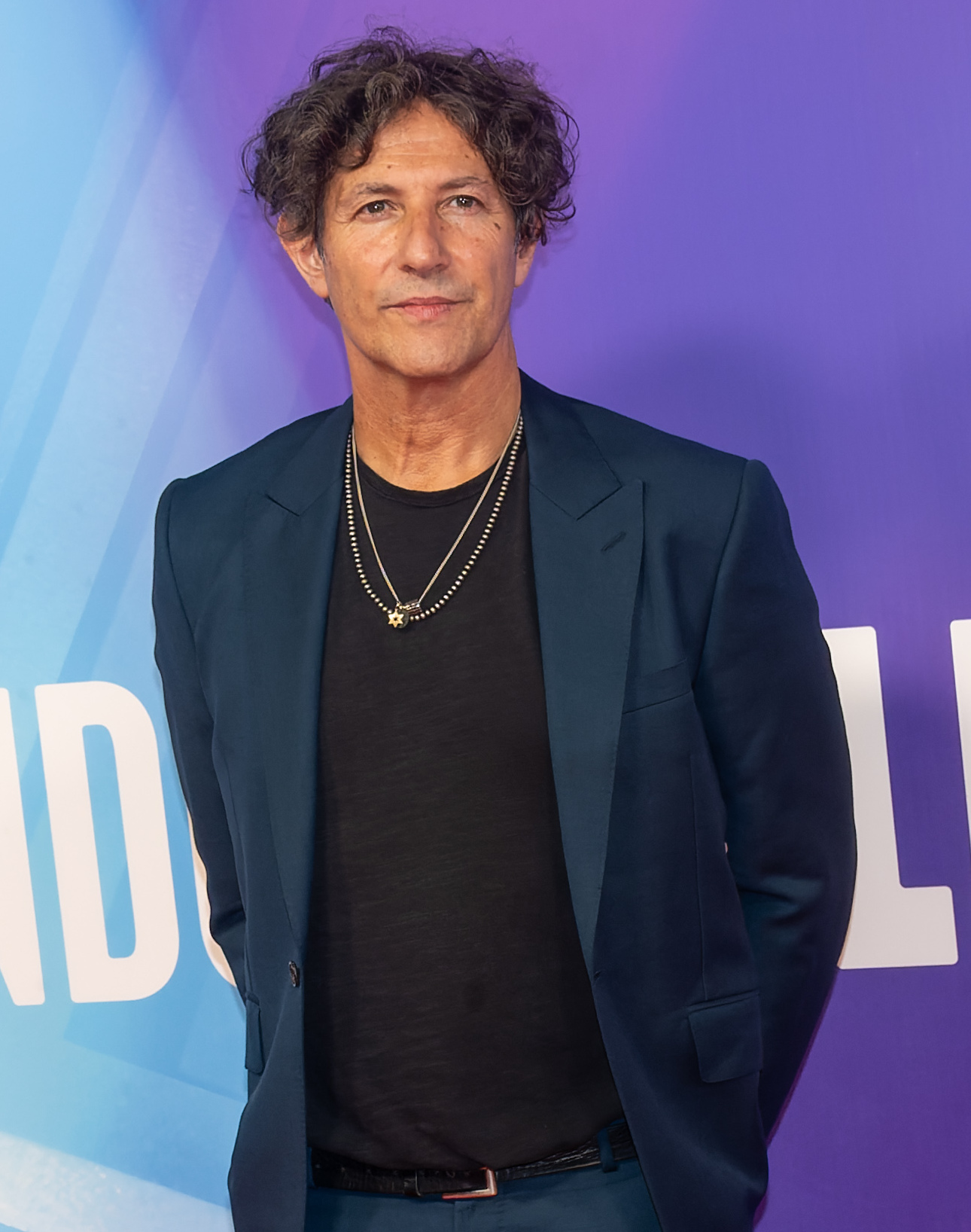
最佳導演、最佳改編劇本：強納森·葛雷澤

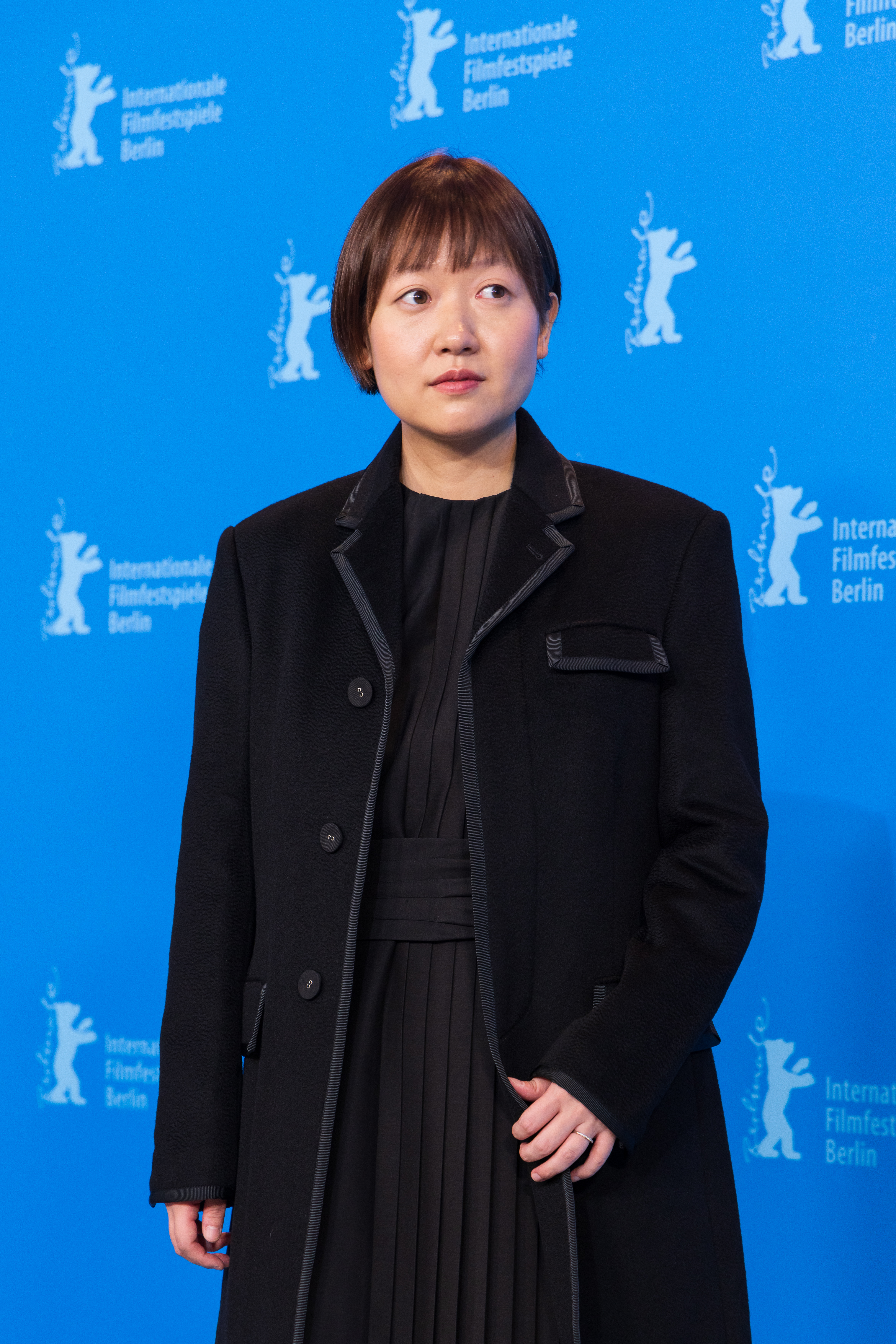
最佳新電影製作人：席琳·宋

- 最佳影片

《滯留生》
亞軍：
《五月的你，十二月的她》
《利益区域》
- 最佳男主角

《滯留生》保罗·吉亚玛提
亞軍：
《奧本海默》基利安·墨菲
《我的完美日常》役所廣司
- 最佳女主角

《花月殺手》莉莉·格萊斯頓
亞軍：
《可憐的東西》艾瑪·史東
《坠落的审判》桑德拉·惠勒
《五月的你，十二月的她》娜塔莉·波特曼
- 最佳男配角

《Barbie芭比》瑞恩·高斯林
亞軍：
《五月的你，十二月的她》查爾斯·梅爾頓（亞軍）
《可憐的東西》马克·鲁法洛
《奧本海默》小勞勃·道尼
- 最佳女配角

《滯留生》達芬·喬伊·藍道夫
- 最佳導演

《利益区域》強納森·葛雷澤
亞軍：
《奧本海默》克里斯托弗·诺兰
《五月的你，十二月的她》陶德·海恩斯
- 最佳原創劇本

《滯留生》大衛·海明森
亞軍：
《五月的你，十二月的她》珊米·柏區（Samy Burch）
《你傷了我的心》妮可·哈洛芙珊娜
- 最佳改編劇本

《利益区域》強納森·葛雷澤
亞軍：
《神啊，你在嗎？》凱莉·弗萊蒙·克雷格
《花月殺手》艾瑞克·羅斯、马丁·斯科塞斯
- 最佳攝影

《法式火锅》喬納森·瑞克伯格（Jonathan Ricquebourg）
亞軍：
《可憐的東西》羅比·萊恩
《小行星城》羅伯特·約曼
- 最佳紀錄片（紀念露西亞·史莫）

《孤獨地貌》
亞軍：
《战场日记》
《雪兒·海特的消逝》
《KOKOMO：未至之城》
《歡樂菜單》
- 最佳非英語電影

《利益区域》
- 最佳動畫片

《蒼鷺與少年》
亞軍：
《忍者龜：變種大亂鬥》
《蜘蛛俠：飛躍蜘蛛宇宙》
《再見機器人》
《農夫們》
- 最佳電影剪輯（紀念凱倫·施密爾（英语：Karen Schmeer））

《花月殺手》席瑪·斯昆梅克
亞軍：
《奧本海默》珍妮佛·拉梅
- 最佳新電影製作人（紀念大衛·布魯諾伊（英语：David Brudnoy））

《之前的我們》席琳·宋
亞軍：
《美國小說》柯德·傑佛森
《一千零一》A·V·洛克威爾
- 最佳整體演出

《奧本海默》
亞軍：
《小行星城》
《鐵爪世家》
《花月殺手》
- 最佳原創配樂

《花月殺手》羅比·羅伯森
亞軍：
《利益区域》米卡·利維

## 外部連結
- 官方网站